# Eremochelis gertschi
Espèce
Synonymes
- Therobates gertschi Muma, 1951

Eremochelis gertschi est une espèce de solifuges de la famille des Eremobatidae.

## Distribution
Cette espèce est endémique d'Utah aux États-Unis,.

## Description
Les femelles mesurent de 18,0 à 19,0 mm.

## Étymologie
Cette espèce est nommée en l'honneur de Willis John Gertsch.

## Publication originale
- Muma, 1951 : The Arachnid order Solpugida in the United States. Bulletin of the American Museum of Natural History, no 97, p. 31-141 (texte intégral).